# Raw (álbum de Sex Pistols)
Raw es un álbum en directo de Sex Pistols lanzado en 1997.

## Listados de canciones
1. "Anarchy In The UK"
2. "I Wanna Be Me"

- En Vivo en el 76' Club

3. Seventeen
- En vivo de Atlanta, Georgia

1. "New York"
2. "Don't Give Me, No Lip Child"

- En Vivo en el Cinema Screen On The Green, Londres

1. "Subtitute"

- En Vivo en el 76' Club

1. "Liar"
2. "No feelings"

- En Vivo en el Filthy Lucre Live

1. "No Fun"

- En Vivo en el 76' Club

1. "Pretty Vacant"

- En Vivo en el Cinema Screen On The Green, Londres

1. "Problems"

- En vivo de Atlanta, Georgia

1. "Satellite"
2. "Submission"

- Versión Demo

1. "E.M.I"
2. "God Save The Queen"

- En vivo de Atlanta, Georgia

1. "Belsen Was A Gas"

- En Vivo en Winterland, San Francisco

1. "Born To Lose" (vocal: Sid Vicious)

- En Vivo en Hudderfields, Inglaterra

1. "Did You No Wrong"

- En Vivo en el Cinema Screen On The Green, Londres

- Datos: Q7296848